# 24432 Elizamcnitt
24432 Elizamcnitt este un asteroid din centura principală de asteroizi.

## Descriere
24432 Elizamcnitt este un asteroid din centura principală de asteroizi. A fost descoperit pe 2 februarie 2000 la Socorro, New Mexico, în cadrul proiectului LINEAR. Asteroidul prezintă o orbită caracterizată de o semiaxă mare de 2,53 ua, o excentricitate de 0,17 și o înclinație de 5,9° în raport cu ecliptica.